# Nórico Ripense
La provincia de Nórico Ripense (Noricum ripense.) fue una división administrativa del Imperio romano utilizada durante su periodo conocido como «Bajo Imperio». Formaba parte de la diócesis de Panonia.

## Las provincias del Bajo Imperio romano
Durante la tetrarquía de Diocleciano se realizó una profunda reorganización de la Administración imperial en la que uno de los aspectos más destacados fue la creación de un buen número de provincias mediante la división de las existentes. Parece ser que el objetivo de esta reforma era el aumento del número de gobernadores y la reducción de su ámbito de actuación para que esta se desarrollase más eficazmente.
Las provincias formaban la base de la pirámide administrativa. En niveles superiores se situaban las diócesis (que agrupaban varias provincias), las prefecturas del pretorio (que agrupaban varias diócesis) y finalmente, el Imperio que se dividía en prefecturas.
Las funciones del gobernador abarcaban todos los ámbitos excepto el militar: mantenían la ley y el orden, ejecutaban las órdenes de los ámbitos administrativos superiores, administraban la justicia en primera instancia, recaudaban los impuestos y otros ingresos imperiales o del emperador y estaban al cargo del servicio postal así como del mantenimiento de los edificios públicos.

## Historia
Fue creada mediante la división de la provincia Nórico en dos nuevas: Nórico Ripense (la mitad norte) y Nórico Mediterráneo (la mitad sur). Para el año 304 esta división ya se encuentra atestiguada epigráficamente y para el año 310 hay testimonio de un gobernador en la provincia del sur. Como división entre ambas se utilizaron las cumbres alpinas que establecían un límite natural y discurrían de este a oeste haciendo que, ya anteriormente, se administrase la provincia de manera diferenciada.
El gobierno se separó en dos áreas: la civil al cargo de un gobernador cuya sede se situaba en Ovilava (Wels) y la militar al mando del dux Pannoniae primae et Norici ripensis que, también, comandaba las tropas en la vecina Pannonia Prima.
Tras las guerras de Diocleciano con los alamanes, ambas provincias nóricas se vieron libres de ataques bárbaros de entidad durante el siglo IV aunque no pudieron evitar devastaciones ocasionadas por las guerras civiles romanas: Constancio II contra Magnencio, Galo y Juliano así como Teodosio contra Magno Máximo.
Aunque entre los gobiernos de Valentiniano y Graciano se acometió un programa de reconstrucción y refuerzo de los fuertes fronterizos, en 378, este último emperador se llevó un gran número de tropas de la zona que ya no volvieron a ser repuestas. Durante el gobierno de Honorio la situación empeoró ya que la paga para los soldados que quedaron cesó de llegar regularmente. Esto hizo que, durante el siglo V, la administración romana desapareciese, se diese una rebelión de sus habitantes y el ejército se disolviese paulatinamente. La defensa del limes colapsó y permitió que fueran frecuentes los ataques y pillajes de los bárbaros.  Así, el ejército de Radagaiso arrasó su parte oriental de camino a Italia en 405 y después de unas décadas de relativa tranquilidad, los hunos de Atila pasaron en 451 camino de la Galia. Tras la muerte del caudillo huno, los pueblos sometidos se sublevaron e independizaron. Uno de ellos, los rugios, creó un reino en la orilla norte del Danubio a la altura de Nórico y Panonia desde donde sometieron a pillajes a las ciudades del sur y les obligaron a pagarles tributo. La inseguridad reinante provocó que muchas ciudades se abandonasen y que sus habitantes se refugiasen en asentamientos dentro de la montaña denominados Fliehburgen (centros de refugio). Cuando Severino llegó a la provincia en 460 la administración imperial había desaparecido y nadie ejercía como gobernador. El santo tuvo que organizar la defensa y aprovisionamiento de los habitantes y se convirtió en una persona respetada por todos: romanos y bárbaros. La historia de su vida escrita por Eugipio es una fuente muy valiosa utilizada por los historiadores para entender los cambios en la vida cotidiana de las provincias durante la desaparición del Imperio romano de Occidente.

## Características

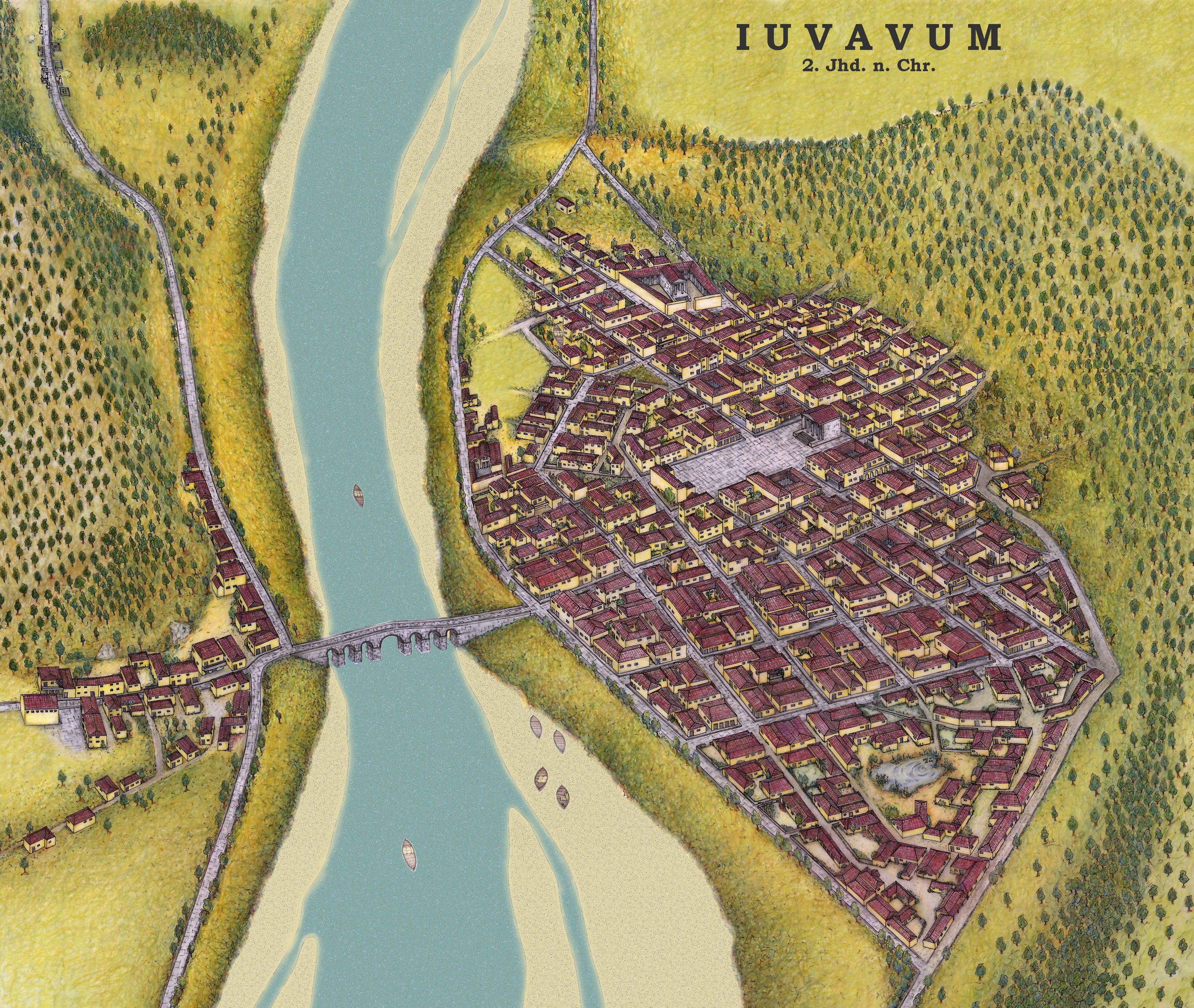
Representación de Luvavum (Salzburgo), capital de la provincia.

Sus límites administrativos eran: el Danubio al norte; Pannonia Prima al este; Noricum mediterraneum al sur y Raetia secunda al oeste.
Presentaba dos áreas geográficas diferenciadas. La mitad norte se extendía en la llanura junto al río y era donde se situaban las principales poblaciones. La sur, por su parte, tenía orografía montañosa alpina. Durante el siglo IV florecieron grandes villas romanas y la minería hizo posible el funcionamiento de una fábrica de armas en Lauriacum y la exportación a otras provincias adquiriendo el «hierro nórico» una buena fama por su calidad. También prosperó la fabricación de vidrio, ladrillos, tejas y textiles.
Dentro de la red viaria que atravesaba la provincia destacaban: la calzada que discurría junto a la orilla sur del Danubio; la que se dirigía desde Lauriacum (Enns) en el río hasta Emona (Liubliana) y Aquileia (Aquilea) así como la que unía la capital Luvavum con Augusta Vindelicorum (Augsburgo), capital de la vecina provincia de Recia Primera

## Despliegue militar
Desde el gobierno de Constantino existían en la provincia seis unidades de caballería y dos legiones de infantería que contaban, también, con unidades navales. Su despliegue se realizaba en los siguientes puntos:
Boiodurum (Passau): una cohorte de infantería.
Joviacum (Schlögen): una flota fluvial.
Ad Mauros (Eferding): una unidad de caballería (equites promoti)
Lentia (Linz): una unidad de caballería (equites sagitarii) y una unidad naval de la legión II Italica.
Lauriacum (Enns): la legión II Italica y una flota fluvial.
Lacus Felix (Wallsee): una unidad de caballería (equites sagitarii).
Ad Juvense (Ybbs): una unidad naval de la legión II Noricorum.
Arelape (Pöchlarn): una unidad de caballería (equites Dalmatiae) y una unidad naval.
Faviana (Mautern): una unidad naval de la legión II Noricorum.
Augustiana (Traismauer): una unidad de caballería (equites Dalmatiae).
Commagena (Tulln): una unidad de caballería (equites promoti) y una unidad naval.
Astura (Zeiselmauer): una cohorte de infantería.
Cannabiaca (Mauer bei Amstetten): una cohorte de infantería.